# Білоусівська сільська рада (Великоолександрівський район)
Білоу́сівська сільська́ ра́да — адміністративно-територіальна одиниця та орган місцевого самоврядування в Великоолександрівському районі Херсонської області. Адміністративний центр — село Білоусове.
До 3 березня 1988 року сільська рада входила до складу Березнегуватського району Миколаївської області.

## Загальні відомості
- Територія ради: 0,844 км²
- Населення ради: 450 осіб (станом на 2001 рік)
- Територією ради протікає річка Інгулець

## Населені пункти
Сільській раді були підпорядковані населені пункти:
- с. Білоусове
- с. Токареве

## Склад ради
Рада складалася з 12 депутатів та голови.
- Голова ради: Новіцька Людмила Сергіївна

### Керівний склад попередніх скликань
| Прізвище, ім'я, по батькові | Основні відомості                                               | Дата обрання | Дата звільнення |
| --------------------------- | --------------------------------------------------------------- | ------------ | --------------- |
| Терешко Ольга Петрівна      | Сільський голова, 1957 року народження, позапартійна            | 26.03.2006   | 31.10.2010      |
| Терешко Ольга Петрівна      | Сільський голова, 1957 року народження                          | 31.10.2010   | 02.06.2013      |
| Новіцька Людмила Сергіївна  | Сільський голова, 1974 року народження, освіта середня загальна | 02.06.2013   |                 |

Примітка: таблиця складена за даними сайту Верховної Ради України

### Депутати
За результатами місцевих виборів 2010 року депутатами ради стали:

#### За суб'єктами висування
| Суб'єкт висування            | Кількість обраних депутатів | %    |
| ---------------------------- | --------------------------- | ---- |
| Самовисування                | 7                           | 58,3 |
| Партія регіонів              | 4                           | 33,3 |
| Соціалістична партія України | 1                           | 8,3  |

#### За округами
| № округу                     | Прізвище, ім'я, по батькові        | Дата визнання обраним | Освіта  | Партійна приналежність                        | Відомості про обраного депутата                        |
| ---------------------------- | ---------------------------------- | --------------------- | ------- | --------------------------------------------- | ------------------------------------------------------ |
| Партія регіонів              |                                    |                       |         |                                               |                                                        |
| 2                            | Лисак Леонід Володимирович         | 01.11.2010            | вища    | член Партії регіонів                          | пенсіонер                                              |
| 5                            | Лафета Микола Олександрович        | 01.11.2010            | середня | член Партії регіонів                          | «Херсоноблпаливо», водій                               |
| 10                           | Свинаренко Олександр Володимирович | 01.11.2010            | середня | член Партії регіонів                          | тимчасово не працює                                    |
| 11                           | Береговий Анатолій Миколайович     | 01.11.2010            | середня | член Партії регіонів                          | тимчасово не працює                                    |
| Соціалістична партія України |                                    |                       |         |                                               |                                                        |
| 4                            | Літвінова Валентина Миколаївна     | 01.11.2010            | вища    | член Соціалістичної партії України            | Магазин, продавець                                     |
| Самовисування                |                                    |                       |         |                                               |                                                        |
| 1                            | Підсіка Микола Миколайович         | 01.11.2010            | середня | член Всеукраїнського об'єднання «Батьківщина» | фермерське господарство «Скіф», голова                 |
| 3                            | Бородавченко Ірина Миронівна       | 01.11.2010            | вища    | член Всеукраїнського об'єднання «Батьківщина» | Білоусівський фельдшерсько-акушерський пункт, фельдшер |
| 6                            | Новіцька Людмила Сергіївна         | 01.11.2010            | середня | член Всеукраїнського об'єднання «Батьківщина» | Білоусівська сільська рада, секретар                   |
| 7                            | Федорова Зінаїда Анатоліївна       | 01.11.2010            | вища    | позапартійна                                  | тимчасово не працює                                    |
| 8                            | Сидорков Олег Володимирович        | 01.11.2010            | середня | член Комуністичної партії України             | тимчасово не працює                                    |
| 9                            | Жук Микола Петрович                | 01.11.2010            | середня | позапартійний                                 | тимчасово не працює                                    |
| 12                           | Пигида Петро Вікторович            | 01.11.2010            | середня | позапартійний                                 | приватний підприємець                                  |